# Horde
Horde – projekt muzyczny, stworzony przez Australijczyka Jaysona Sherlocka, członka grup Mortification oraz Paramaecium. Sherlock, który występował pod pseudonimem Anonymous (możliwe nawiązanie do gitarzysty Mayhem, Euronymousa, nagrał samodzielnie płytę pod tytułem Hellig Usvart, co w języku norweskim oznacza dosłownie święty nieczarny. Album utrzymany jest w stylu norweskiego black metalu. Z powodu tytułu albumu, jego stylistyki i charakterystycznej dla niego niskiej jakości produkcji początkowo sądzono, że projekt pochodzi z Norwegii. Od strony tekstowej album ten był bardzo niestandardowy, zawierał bowiem teksty o wymowie chrześcijańskiej i antysatanistycznej. Wielu fanów Black Metalu kupował album zespołu, myśląc że będzie on zawierał piosenki o treści satanistycznej, w efekcie wytwórnia otrzymywała od niezadowolonych słuchaczy 'prośby' o ujawnienie tożsamości 'Anonymousa' a nawet grożono im śmiercią.
Sherlock wspomagany trzema członkami innego zespołu unblackmetalowego Drottnar zagrał pierwszy i jedyny koncert na Nordic Fest w Oslo 3 października 2006 roku, który został zarejestrowany na wydanym 2007 roku albumie koncertowym Alive in Oslo. Zespół koncertował również w roku 2010 i 2012.

## Dyskografia
- Hellig Usvart (1994)
- Alive in Oslo (2007, album koncertowy)